# 七半
七半在日本摩托车術語裡面，是指排氣量750毫升的大型自動二輪車。「七」（ナナ）代表百位數是七百毫升、「半」（ハン）則代表十位數是一百毫升的二分之一，合稱「七半」。

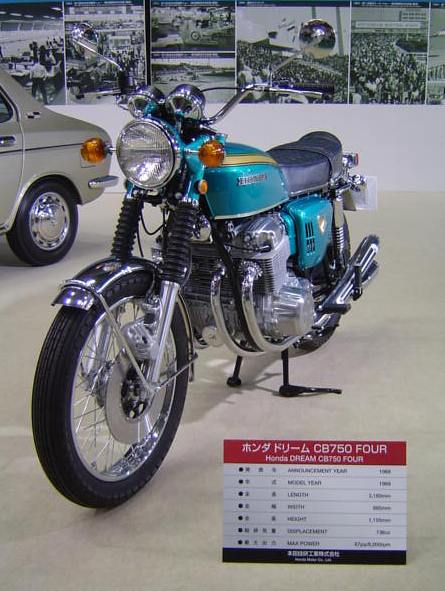
本田CB 750 Four是首部跨入750毫升的日本摩托车型號

而在本田技研工業社史裡面，是CB750 Four開發中保持機密使用的工業代號。

## 歷史
二戰戰後初期，日本國內的廠商開始製造摩托车；1950年代中期，全國約有120多家摩托车製造商，主要生產小排氣量的摩托车，大排氣量摩托车市場仍被國外摩托车品牌佔據；1960年代末期，經營不善和生產技術不佳的廠商開始退出市場，最終只剩下本田、川崎、鈴木和山葉四家摩托车製造商。
1969年（昭和44年），本田CB750 Four投入生產，隨著其它日系摩托车品牌也跟進生產750毫升级的摩托车，逐漸打破歐美系摩托车品牌雄据大排氣量摩托车市場的局面。
曾經在一段時間裡面，750毫升的在日本國內是大型自動二輪車的代名詞，因為根據日本國產摩托车製造商的自主规制，不在國內研製排氣量超過750毫升、最高速度超過200千米每小時的摩托车（逆輸入進囗不在此限），所以750毫升是日本國內生產的最大排氣量摩托车。直到1988年（昭和63年）撤銷這項限制以後，1,000毫升的（litre machine）才成為大型自動二輪車市場上的主流產品。

## 另見
- 日本駕駛執照
- 自主規制（日语：自主規制）